# We Dem Boyz
"We Dem Boyz" é uma canção do rapper estadunidense Wiz Khalifa, lançada em 11 de fevereiro de 2014 como primeiro single de seu quinto álbum de estúdio Blacc Hollywood pelas gravadoras Rostrum Records e Atlantic Records. A faixa foi produzida por Detail.

## Antecedentes
Em 06 de fevereiro de 2014, Wiz Khalifa lançou uma prévia de "We Dem Boyz", anunciando que seu lançamento completo viria em poucos dias.

## Recepção da critica
A canção foi recebido com críticas geralmente positivas dos críticos de música.

## Desempenho comercial
Desde 20 de julho de 2014 o single vendeu mais de 366.646 cópias digitais nos Estados Unidos.

## Vídeo da musica
O vídeo da música foi filmado em Atlanta, Georgia em 11 de março de 2014. O vídeo foi lançado em 14 de abril de 2014 e conta com aparições de B.o.B, Big K.R.I.T., Ty Dolla Sign, Young Thug, Chevy Woods e Rich Homie Quan. O vídeo da música foi nomeada para os MTV Video Music Awards na categoria Melhor vídeo de Hip-Hop, mas perdeu para a música de Drake "Hold On, We're Going Home".

## Remixes
O remix oficial de "We Dem Boyz" apresenta Rick Ross , Schoolboy Q , e Nas. Foi lançado em 3 de julho de 2014. Em 18 de fevereiro de 2014, o rapper americano Tyga lançou um remix da canção. Em seguida, o rapper TI lançou seu próprio remix em 13 abril de 2014. Busta Rhymes lançou o seu remix da faixa em 05 de Maio de 2014.Puff Daddy Com a participação de Meek Mill e French Montana lançou seu próprio remix em 18 de junho de 2014.

## Lista de faixas
| N.º | Título        | Compositor(es)              | Produtor (s) | Duração |  |
| 1.  | "We Dem Boyz" | Cameron Thomaz, Noel Fisher | Detail       | 3:46    |  |

## Desempenho nas paradas
Gráficos semanais
| Paradas (2014)                                | Melhor posição |
| --------------------------------------------- | -------------- |
| Alemanha (Deutsche Black Charts)              | 30             |
| Bélgica (Ultratip Bubbling Under de Flandres) | 27             |
| Bélgica (Ultratop Flandres) - Urban           | 22             |
| Estados Unidos (Billboard Hot 100)            | 43             |
| Estados Unidos (Billboard R&B/Hip-Hop Songs)  | 10             |
| Estados Unidos (Billboard Hot Rap Songs)      | 4              |
| Estados Unidos (Billboard Rhythmic)           | 20             |
| França (SNEP)                                 | 63             |
| Reino Unido (Official Charts Company)         | 193            |
| Reino Unido (OCC UK R&B)                      | 26             |

## Histórico de lançamento
| País           | Data                    | Formato                     | Gravadora                         |
| -------------- | ----------------------- | --------------------------- | --------------------------------- |
| Estados Unidos | 11 fevereiro de 2014    | Digital download            | Rostrum Records, Atlantic Records |
| Estados Unidos | 13 de fevereiro de 2014 | Mainstream urban radio      | Rostrum Records, Atlantic Records |
| Estados Unidos | 03 de junho de 2014     | Rhythmic contemporary radio | Rostrum Records, Atlantic Records |
| Reino Unido    | 28 de Julho de 2014     | Urban contemporary radio    | Rostrum Records, Atlantic Records |